# Nhâm Diên
Nhâm Diên (tiếng Trung: 壬延) (?-?), người huyện Uyển, là thái thú quận Cửu Chân vào đầu thế kỷ 1 thời Hán Quang Vũ Đế, giai đoạn Bắc thuộc lần I trong lịch sử Việt Nam.
Nhâm Diên sang làm thái thú khoảng sau năm 29. Ông là người trị dân có lòng nhân chính. Nhâm Diên ở Cửu Chân được 4 năm thì được thăng chức về Trung Quốc đi làm quan chỗ khác. Dân sự quận ấy ái mộ Nhâm Diên, làm đền thờ. Có người vì được nhờ quan thái thú cho nên sau sinh con ra, lấy tên Nhâm (壬) mà đặt tên cho con để tỏ lòng biết ơn (chữ 壬 còn phiên âm thành Nhiêm và Nhiệm. Tuy nhiên chữ Nhiệm dùng làm tên người, Nhiêm dùng làm tên địa danh, còn Nhâm dùng làm họ).